# 李栖鹏
李栖鹏，甘肃凉州府人（今甘肃省武威市人），明朝永历三年三月，官居两广总督，明朝的封疆大吏之一，后降清朝，任清朝浙江都司，其家族墓地较多，凉州的古城乡、校尉乡、松树乡都有李氏家族墓葬，其墓志已经出土。

## 个人经历
清朝顺治四年（1647）四月初二，清军在总兵黄恩、副将李栖鹏，客兵在闫可义统率下渡海，在白庙登陆，明指挥王世臣率兵抵御，寡不敌众，王世臣被杀，琼州城被攻克。

## 家族成员
大哥：李栖凤，任兵部尚书，两广总督，加太子少保衔。清朝顺治皇帝还亲自题写“知方略”三个字和“两河巨室”的匾额赠给他，亦为清朝著名的封疆大吏之一。
二弟：李栖凰，官至漕运总督，盐政，负责朝廷水路运输，有太子太保衔。因其相貌不凡，被睿亲王多尔衮称赞“像关羽”，从此人称李关王。
三弟：李栖鸿，任兵部武选司员外郎。
四弟：李栖鹍，任江南总兵，后裔居于江浙一代。
五弟：李栖鸾（luan），任密云总兵，夫人雷氏。
七弟：李栖鸣，任广东提督。
八弟：李栖鹔（sù），任泉州副将。